# Snaresöarna

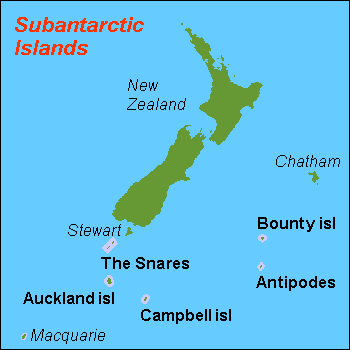
Översiktskarta

Snaresöarna (maori: Tini Heke; engelska: The Snares eller The Snares Islands, från "snärja" eller "fånga") är en ögrupp bland Nya Zeelands subantarktiska öar i södra Stilla havet.

## Geografi
Snaresöarna ligger cirkaa 200 km söder om Sydön. De geografiska koordinaterna är 48°01′ S och 166°32′ Ö.
Ögruppen är av vulkaniskt ursprung och har en area om endast cirka 3,5 km². Hela området ligger på rad fördelad på
- Norra gruppen, största ön North East Island cirka 2,8 km² med de större öarna Broughton Island, Alert Stack och Daption Rocks

- Västra gruppen, som ligger på rad Tahi (maori för "ett"), Rua (maori för "två"), största ön Toru (maori för "tre"), Wha (maori för "fyra") och Rima (maori för "fem").

Lite nordöst om Tahi ligger kobbarna Vancouver Rock och cirka 10 km söder om Rima ligger revet Seal Reef.
Öarna är obebodda och högsta höjden finns i Norra gruppen på North East Island med cirka 130 m ö.h.
Snaresöarna är snaretofspingvinens (Eudyptes robustus) enda häckningsplats. Vidare är området häckningsplats för en rad sjöfåglar bland annat grålira (Puffinus griseus) och olika albatrosser.

## Historia
Området upptäcktes faktiskt två gånger samma dag den 23 november 1791 av två olika och av varandra oberoende personer, dels brittiske kapten William Robert Broughton på fartyget "Chatham" som döpte dem till Knight's Islands och dels George Vancouver på fartyget "Discovery" som gav dem det nuvarande namnet.
Området förskonades, i motsats till övriga öområden i regionen under tidiga 1900-talet, från sälfångare och valfångare.
Området upptogs på Unescos världsarvslista 1998 och numera krävs särskilt tillstånd för att landstiga på öarna.